# 1924 год в театре
1924 год в театре

## События
- 1 октября — в Москве открылся театр сатиры.
- 25 декабря — в Нью-Йорке открылся «Колониальный театр Б. С. Мосса», впоследствии — Бродвейский театр.

### Постановки
- 1 мая — премьера оперы Арриго Бойто «Нерона[англ.]» под руководством Артуро Тосканини (театр «Ла Скала», Милан).
- 6 ноября — премьера оперы Леоша Яначека «Приключения лисички-плутовки», на основе комиксов Рудольфа Тесноглидека (Национальный театр, Брно).

## Деятели театра

### Родились
- 3 января, Смоленская область — Алексей Миронов, советский актёр театра и кино.
- 22 января, Кралево — Мира Траилович, сербский драматург и режиссёр, сооснователь белградского театра «Ателье 212».
- 6 февраля — Сергей Евлахишвили, телевизионный режиссёр.
- 28 апреля, Каунас — Донатас Банионис, актёр и режиссёр театра и кино, народный артист СССР.
- 11 мая — Любуше Гавелкова, заслуженная артистка Чехословакии.
- 28 мая — Иржи Шотола, чешский и чехословацкий драматург, актёр, режиссёр.
- 9 июля, Москва — Муза Крепкогорская, киноактриса, супруга Георгия Юматова.
- 9 августа, Минск — Алла Парфаньяк, актриса театра им. Вахтангова, супруга Михаила Ульянова.
- 23 августа — Георги Тутев, болгарский композитор и дирижёр.
- 19 октября — Сергей Полежаев, актёр студии «Ленфильм», народный артист России.
- 30 октября, Свердловск — Владимир Гуляев, киноактёр, артист Театра-студии киноактёра.
- 29 ноября. Сталинградская обл. — Валентина Ермакова, актриса в Саратовского театра драмы, народная артистка СССР.
- 24 декабря — Михаил Водяной, артист и режиссёр Одесского театра музкомедии, киноактёр, народный артист СССР.

### Скончались
- 9 февраля — Нильс Кьер, норвежский писатель и драматург (родился в 1870).
- 20 октября, Москва — Александр Горский, артист балета и педагог, балетмейстер Большого театра с 1902 года.
- 28 октября, Ленинград — Владимир Теляковский, последний директор Императорских театров (1901—1917), мемуарист.
- 28 декабря, Париж — Леон Бакст, художник и сценограф, член «Мира Искусства», сотрудник Сергея Дягилева.